# Raratoka Island
Raratoka Island, auch Centre Island genannt, ist eine Insel am westlichen Ende der Foveauxstraße vor der Südküste der Südinsel von Neuseeland.
Die rund einen Quadratkilometer große und bis zu 77 m hohe Insel befindet sich 25 km nördlich des nördlichsten Punktes der Insel Stewart Island, Black Rock Point, und 15 km südwestlich von der in der Region Southland gelegenen Stadt Riverton/Aparima.
Die Insel ist von mehreren Felsenriffen umgeben, das wichtigste davon sind die Escape Reefs 5 km östlich der Insel und Hapuka Rock, 2 km südwestlich.
Der Name der Māori für die Insel ist eine Analogie zur Südseeinsel Rarotonga und ist die Form der Dialekte der Māori der Südinsel für das gleiche Wort „unter dem Süden“ oder „Südwind“.
Centre Island wird wegen seiner landfernen Lage als Naturreservat des Department of Conservation genutzt, das hier 2006 nach Ausrottung der Ratten gefährdete Vögel auswilderte. Auf der unbewohnten Insel befinden sich der Leuchtturm Centre Island Lighthouse und ein Flugzeuglandestreifen.